# Тенягин, Александр Александрович
Александр Александрович Тенягин (22 августа 1927, Троцк, Ленинградская область — 26 марта 2008, Санкт-Петербург) — советский футболист и тренер. Игровое амплуа — нападающий. Мастер спорта.
Награждён медалью «За оборону Ленинграда» за помощь в госпитале во время Блокады Ленинграда.

## Биография
Родился 22 августа 1927 года в городе Троцк (ныне – Гатчина Ленинградской области). Воспитанник ленинградской спортшколы «Динамо». Первый тренер —  Павел Батырев. 
В детстве играл в футбол. Получил приглашение в ленинградскую спортшколу. Но зачислению туда помешала Великая Отечественная война. В августе 1941 года, когда немцы подошли к Красногвардейску (сейчас Гатчина), Саша с матерью отправились в Ленинград. Тогда юноше далось попасть в военный госпиталь, размещавшийся в Инженерном замке, чтобы помогать раненым и больным бойцам. Через полгода он стал воспитанником 36-го отдельного противотанкового артиллерийского батальона. В свободное время с другими ребятами играл рядом с госпиталем в футбол. После войны занимался в футбольной школе «Динамо».
Выступал за команды «Динамо» Ленинград с 1947 по 1950 год. В 1951 году был переведён в «Динамо» Москва, где был до 1953 года. В 1953 году вернулся в Ленинград, в родное «Динамо». После расформирования команды выступал за «Трудовые резервы» Ленинград с 1954 по 1956 годы в качестве капитана. 
С 1957 по 1957 играл «Авангард»/«Адмиралтеец» Ленинград, где и завершил карьеру футболиста. 

### В сборной
За сборную СССР сыграл 1 матч в рамках летней Олимпиады 1952 года — 15 июля против сборной Болгарии в 1/16 финала. Провёл на поле все 120 минут и помог сборной выиграть со счётом 2:1.
Также провёл за сборную СССР 1 неофициальный матч, в котором забил 1 гол. Игра состоялась 6 июля 1952 года в Москве. Сборная СССР выступала как ЦДСА, а соперником была сборная Чехословакии. Тенягин вышел на замену на 37-й минуте и на 67-й забил победный гол. Советская команда выиграла матч со счётом 2:1.

## Достижения
- Бронзовый призёр чемпионата СССР: 1952

## Тренерская карьера
Учился в Ленинградском техникуме физической культуры и спорта. Окончил школу тренеров при ГДОИФК имени П. Ф. Лесгафта. В качестве тренера работал с армейцами из СКА ЛенВО (1963), а также с футболистами Комсомольска-на-Амуре.